# 麥紹棠
麥紹棠（英語：Clement Mak Shiu Tong，1953年—），香港商人，中建電訊集團有限公司，以及中建電訊國際有限公司董事會主席、首席執行官，以及常務董事，人稱「凶悍股王」，精通於將一些仙股上市再融資圈錢。近年曾因涉嫌操縱二級市場股價而被香港廉政公署立案調查，後來因為證據不足而撤銷控罪。
2002年他曾与艺人劉德華因天幕製作有限公司合约问题而发生法律纠纷。
麥紹棠的長子麥浚翹開設唱片公司，次子麥浚龍則為歌手。